# Вальдас Каспаравічюс
Вальдас Каспаравічюс (лит. Valdas Kasparavičius, нар. 17 січня 1958, Капсукас) — колишній радянський та литовський футболіст, що грав на позиції захисника.
Значну частину кар'єри провів у вільнюському «Жальгірісі», з яким грав у Вищій лізі СРСР. Крім цього виступав у низці нижчолігових радянських клубів, а перед розпадом СРСР відправився за кордон, де виступав у Польщі та ФРН.

## Ігрова кар'єра
Народився 17 січня 1958 року в радянському місті Капсукас (нині — Маріямполе, Литва).
Вихованець ДЮСШ (Капсукас). Перший тренер — Ю. Бразаускас.
У дорослому футболі дебютував 1976 року виступами за «Атлантас», в якому провів три сезони, взявши участь лише у понад 40 матчах Другої ліги чемпіонату, після чого перейшов в першоліговий «Жальгіріс».
У сезоні 1979 року виступав у Першій лізі за СКА (Одеса), після чого повернувся у «Жальгіріс». Цього разу відіграв за клуб з Вільнюса наступні шість з половиною сезонів своєї ігрової кар'єри. Більшість часу, проведеного у складі «Жальгіріса», був основним гравцем захисту команди, причому в сезоні 1982 року допоміг команді вперше в історії виграти Першу лігу і вийти в Вищу лігу, де Вальдас і дебютував наступного сезону. Всього в вищій лізі (1983—1986) провів 103 матчі, забив 7 м'ячів, причому у 1984—1986 роках був капітаном «Жальгіріса», а 1983 провів два матчі за олімпійську збірну СРСР.
Навесні 1986 року Каспаравічюс був звинувачений в здачі матчів і був виключений з команди, після чого перейшов в першоліговий «Колос» (Нікополь), але відразу після завершення сезону повернувся в «Атлантас».
Влітку 1989 року разом з кількома іншими литовськими футболістами перейшов в польську «Ягеллонію», але вже в кінці року перебрався в німецький «Ремшайд» з Оберліги (на той момент — третього за рівнем дивізіону).
Завершив професійну ігрову кар'єру у нижчоліговому німецькому клубі «Гевельсберг», за команду якого виступав протягом 1991–1992 років.
Після завершення кар'єри завершився в Німеччині, де працював тренером з футболу. У сезоні 2009/2010 очолював клуб німецької Крайсліги (восьмий за рівнем дивізіону країни) «Хюкесваген». 
У квітні 2011 року призначений головним тренером іншого нижчолігового німецького клубу «Хакенберг».

## Титули і досягнення
- Футболіст року в Литві: 1983
- В списку 33-х найкращих — № 2 (1983).